# Sharpenhoe
Sharpenhoe – wieś w Anglii, w hrabstwie ceremonialnym Bedfordshire, w dystrykcie (unitary authority) Central Bedfordshire. Leży 20 km na południe od centrum miasta Bedford i 56 km na północny zachód od centrum Londynu.